# راکاتسا
راکاتسا (به مجاری: Rakaca) روستاییست در شهرستان بورشود-آبااوی-زمپلن در کشور مجارستان. جمعیت این روستا در ۲۰۰۹، ۷۶۳ نفر بوده‌است.